# 条叶旋覆花
条叶旋覆花（学名：Inula linariifolia）是一种菊科植物。这种植物广布于中国黑龙江、吉林、辽宁、河北、内蒙古、山东、山西、陕西、甘肃和宁夏等省区，华中也有分布；此外，蒙古、朝鲜、日本、俄罗斯远东地区也有分布。